# Orle (przystanek kolejowy)
Orle – przystanek kolejowy relacji Wejherowo-Garczegorze w województwie pomorskim, w Polsce. Dostępny dla ruchu pasażerskiego w latach 1902–1919 i 1924–1992 Obecnie nieczynny, lecz kilkukrotnie próbowano przywrócić ruch pociągów w tym miejscu (z Wejherowa do Góry Pomorskiej, Zamostnego tudzież do Rybna).  